# Чистякова, Анастасия Андреевна
Анастасия Андреевна (Андреяновна) Чистякова (1911 год, с. Осиновка, Лепсинский уезд, Российская империя — дата и место смерти не известны, СССР) — колхозница, Герой Социалистического Труда (1948).

## Биография
Родилась в 1911 году в селе Осиновка Лепсинского уезда (ныне — Алакольский район Жетысуской области).
В 1930 году вступила в сельскохозяйственную артель «Победа» Талды-Курганского района Талды-Курганской области. Закончила педагогические курсы и с 1933 года по 1941 год работала в детском саду. С 1943 года по 1956 год работала звеньевой полеводческого звена.
В 1947 году звено, руководимое Анастасией Чистяковой, собрало по 30,5 центнеров пшеницы с участка площадью 8 гектаров и с участка площадью 44 гектара было собрано по 20 центнеров пшеницы при плане в 14,5 центнеров. За свой доблестный труд была удостоена в 1948 году звания Героя Социалистического Труда.
С 1956 года — на пенсии. Проживала в родном селе.

## Награды
- Герой Социалистического Труда — Указом Президиума Верховного Совета от 28 марта 1948 года
- Орден Ленина (1948, 1949)
- Медаль «За доблестный труд в Великой Отечественной войне 1941—1945 гг.»

## Источник
- Герои Социалистического труда по полеводству Казахской ССР. — Алма-Ата, 1950. — 412 с.